# 宇母理比古神社
宇母理比古神社（うもりひこじんじゃ）は、徳島県徳島市八多町に鎮座する神社である。

## 祭神
- 鵜鷲守神 - 鵜葺草葺不合命の別名ともいう。

## 歴史
創祀年代は不詳である。延喜式内社である。「宇母理大明神」、「森時大明神」とも呼ばれた古社。近くを流れる八多川の氾濫により、社殿や古文書等ことごとく失われた。明治8年（1875年）に村社に列した。